# Todrick Hall
Todrick Hall (Plainview, Texas, 4 d'abril de 1985) és un raper, cantant, compositor, actor, director, coreògraf, youtuber i activista LGBT estatunidenc.
Va guanyar popularitat entre el públic del seu país després d'aparèixer a la novena temporada del concurs de cant televisiu American Idol, en què va arribar a la semifinal. Seguidament, va reunir una gran comunitat a YouTube amb vídeos virals de cançons originals, paròdies i representacions. Aspira a ser un model a seguir per a les persones de la comunitat LGBTQ i les persones racialitzades, per la qual cosa inclou les seves experiències com a home gai negre en les seves creacions artístiques.
A partir de la vuitena temporada, Hall es va convertir en un coreògraf freqüent a RuPaul's Drag Race, així com un dels membres ocasionals del jurat. Entre 2016 i 2017, Hall va actuar com a Lola al musical Kinky Boots de Broadway. Més tard, el 2017, va començar a actuar com a Billy Flynn a Chicago Broadway i al West End de Londres.
Com a cantant i compositor ha publicat tres àlbums d'estudi, inclosos els discos visuals Straight Outta Oz (2016) i Forbidden (2018). El 2020 va llançar un EP, Quarantine Queen, en resposta a la pandèmia de COVID-19 amb "Mask, Gloves, Soap, Scrub", i va ser l'amfitrió internacional del Global Pride 2020.

## Vida personal
Todrick sortí de l'armari com a gai als quinze anys.
 

## Discografia
- Somebody's Christmas (2010)
- Straight Outta Oz (2016)
- Forbidden (2018)

## Tours
- Twerk du Soleil (2013)
- Twerk the Halls (2014)
- Toddlerz Ball (2015)
- Straight Outta Oz (2016-2017)
- Forbidden: The Tour (2018)
- Haus Party Tour (2019 i 2021)[7]

## Premis i reconeixements
- 2014: nomenat a la llista Forbes <i>Under 30</i>.[8]
- 2015: nomenat a la llista de Business Insider a les "estrelles vives de YouTube més atractives".[9]
- 2016: guanyador del premi Streamy a músic emergent.[10]
- 2017: guanyador com a productor executiu del premi MTV Video Music per la seva col·laboració a "You Need To Calm Down" de Taylor Swift.[1][11]